# Дмитре
Дмитре (укр. Дмитре) — село в Щирецкой поселковой общине Львовского района Львовской области Украины.
Население по переписи 2001 года составляло 680 человек. Занимает площадь 1,93 км². Почтовый индекс — 81176. Телефонный код — 3230.